# 中國化學會 (中華人民共和國)
中國化學會（又稱為，縮寫為）是由中華人民共和國化學家組成的全國性、学术性社会团体，是一个促进化学学科和技术的普及、推广、繁荣和发展的学术组织，隶属于中国科学技术协会。该会前身于1932年在南京建立，第二次国共内战后，解放军南京市军管会接收了原中国化学会机关，1950年迁至北京。

## 歷史
1932年中華民國大陸時期，中国化学会在南京成立。1949年初，中国人民解放军进驻南京。1949年6月12日，中国人民解放军南京市军事管制委员会宣布对接管的原国府在宁学术机关完成了清点及初步整理工作。
1950年，中国化学会机关迁往北京。1951年8月，召开首届全国会员代表大会。1959年6月，它与中国化工学会合并，改为中国化学化工学会。1963年8月，分为中国化学会和中国化工学会。中国化学会是国际纯粹与应用化学联合会、亚洲化学学会联合会等5个国际组织的成员。

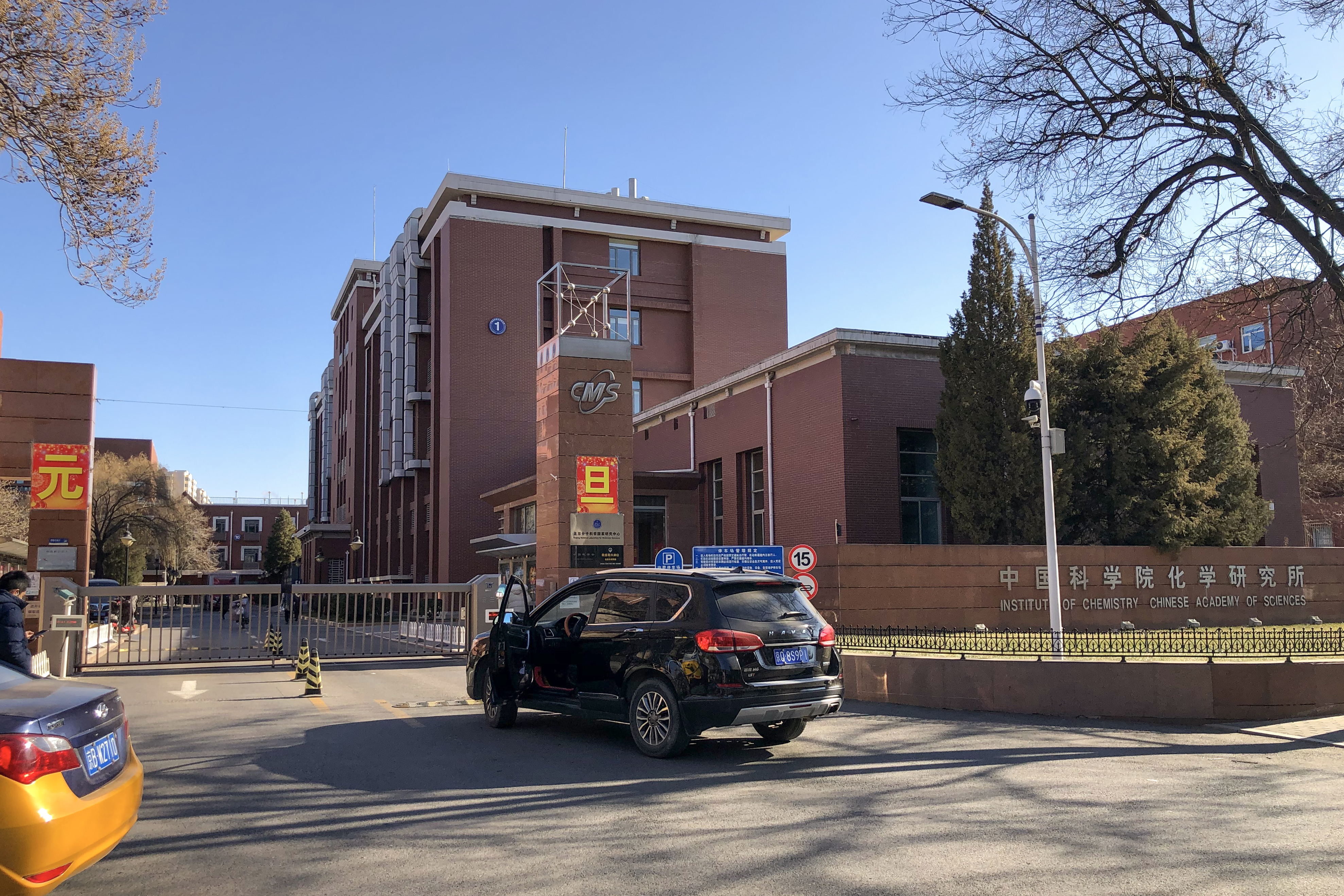
中国化学会牌子挂在中国科学院化学研究所（中关村北一街2号）

1979年，國際化學會同意修改章程，讓北京的中國化學會加入。北京的中國化學會使用“中国化学会”（Chinese Chemical Society）為会籍名称，在台北的中國化學會，則改稱“设在台北的化学会”（Chemical Society Located in Taipei），兩個單位都列名在中國（China）之下。

## 出版物
半月刊：
- 《化学学报》

月刊：
- 《亚洲化学杂志》（英语）
- 《结构化学》（英语）
- 《化学教育》
- 《物理化学学报》
- 《无机化学学报》
- 《高分子学报》
- 《高分子通报》
- 《分析化学》
- 《催化学报》
- 《色谱》
- 《应用化学》
- 《有机化学》
- 《化学通报》
- 《中国化学快报》（英语）
- 《中国化学》（英语）

双月刊：
- 《燃料化学学报》
- 《分子科学学报》
- 《高分子科学》（英语）
- 《大学化学》

季刊：
- 《电化学》

书籍：
- 《用阳光驱动世界》
- 《中国化学会史》

## 颁发奖项
- 中国化学会青年化学奖
- 中国化学会-巴斯夫公司青年知识创新奖
- 中国化学会-赢创化学创新奖
- 中国化学会-英国皇家化学会青年化学奖
- 中国化学会-中国石油化工股份有限公司化学贡献奖
- 中法化学讲座奖